# Colonia 10 de Junio
Colonia 10 de Junio är en ort i Mexiko.   Den ligger i kommunen Morelia och delstaten Michoacán de Ocampo, i den södra delen av landet, 220 km väster om huvudstaden Mexico City. Colonia 10 de Junio ligger 2 155 meter över havet och antalet invånare är 168.
Terrängen runt Colonia 10 de Junio är kuperad åt sydost, men åt nordväst är den platt. Runt Colonia 10 de Junio är det tätbefolkat, med 493 invånare per kvadratkilometer. Närmaste större samhälle är Morelia, 5,8 km norr om Colonia 10 de Junio. I omgivningarna runt Colonia 10 de Junio växer i huvudsak blandskog.